# Шестич, Милош
Милош Шестич (серб. Miloš Šestić / Милош Шестић, родился 8 августа 1956 в Милосавцах близ Баня-Луки) — югославский сербский футболист. Участник Олимпиады-1980, чемпионата мира 1982 и чемпионата Европы 1984 в составе сборной Югославии.

## Карьера

### Клубная
Воспитанник школы «Црвены Звезды». Выступал за команду из Белграда с 1973 по 1984 годы, дебютировал 24 апреля 1974 в матче против Любляны. За «красно-белых» провёл 441 встречу во всех турнирах и забил 108 голов. Четырежды становился чемпионом Югославии, один раз в 1982 году выиграл Кубок Югославии. В 1985 году уехал в Грецию выступать за другую «красно-белую» команду — «Олимпиакос», вернулся через два года. Выступал в составе команды «Войводина» после возвращения из Греции, в 1989 году выиграл чемпионат Югославии с клубом. Всего провёл 114 игр и забил 32 гола. На закате карьеры выступал за «Земун», ОФК и «Вождовац».

### В сборной
В сборной провёл 21 игру и забил два гола. Дебютировал 10 октября 1979 в матче против Испании. Участвовал в Средиземноморских играх 1979 года в Сплите (Югославия стала чемпионом игр), Олимпиаде-1980 в Москве (4-е место), играл на чемпионате мира 1982 года в Испании команда не вышла из группы) и на чемпионате Европы 1984 года во Франции (команда также не вышла из группы). После возвращения с чемпионата Европы в интервью журналистам заявил, что югославской сборной вообще не стоило участвовать в том первенстве, и раскритиковал наставника Тодора Веселиновича, сравнив его команду с бродячим цирком. Последнюю игру провёл 3 апреля 1985 против Франции.

## Достижения
- Чемпион Югославии (5): 1976/77, 1979/80, 1980/81, 1983/84, 1988/89